# Équipe cycliste Margnat
L'équipe cycliste Margnat est une équipe cycliste professionnelle française créée en 1960 et disparue à l'issue de la saison 1965. Elle porte le nom de Rochet-Margnat en 1960, Margnat-Rochet-Dunlop en 1961, Margnat-Paloma-D'Alessandro en 1962, Margnat-Paloma-Dunlop de 1963 à 1964 et Margnat-Paloma-Inuri en 1965. Margnat est une firme de vins marseillaise.
Elle est issue de la fusion en 1960 des équipes Coupry-Margnat et Rochet-Margnat-BP-Dunlop,.
L'équipe disparait à l'issue de la saison 1965, en raison d'une nouvelle loi interdisant la publicité pour toutes les boissons alcoolisées.

## Effectifs

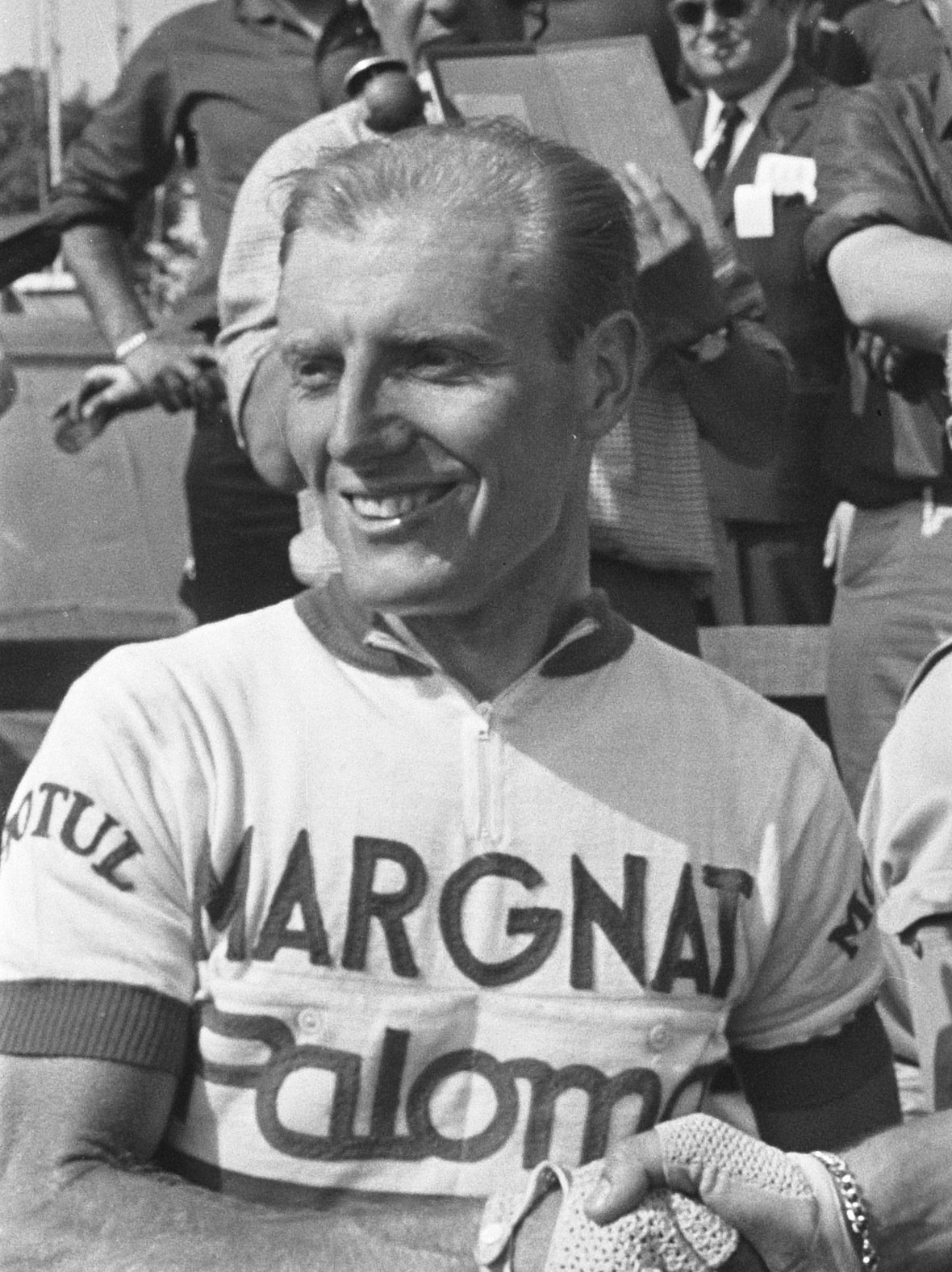
André Darrigade sur le Tour de France 1964.